# Czerna (Bolesławiec, Baja Silesia)
Czerna es una localidad del distrito de Bolesławiec, en el voivodato de Baja Silesia (Polonia). Se encuentra en el suroeste del país, dentro del término municipal de Nowogrodziec, a unos 4 km al noroeste de la localidad homónima y sede del gobierno municipal, a unos 16 al oeste de Bolesławiec, la capital del distrito, y a unos 119 al oeste de Breslavia, la capital del voivodato. En 2011, según el censo realizado por la Oficina Central de Estadística polaca, su población era de 1078 habitantes. Czerna perteneció a Alemania hasta 1945.